# Khâu Xứ Cơ
Khâu Xứ Cơ hay Khưu Xứ Cơ (phồn thể:丘處機, giản thể:丘处机, 10/2/1148 - 21/8/1227), nguyên danh của ông vẫn chưa được biết , tự Thông Mật (通密), đạo hiệu là Trường Xuân Tử là đạo sĩ thời kỳ giao thời giữa nhà Kim và nhà Nguyên, còn được gọi là Trường Xuân chân nhân, quê ở Thê Hà thuộc Đăng Châu (nay là huyện Tê Hà, tỉnh Sơn Đông).
- Ông có tên tự là Thông Mật nên còn được gọi là Khâu Thông Mật.
- Ông có đạo hiệu Trường Xuân Tử nên còn được gọi là Khâu Trường Xuân.

## Tiểu sử
Ông mồ côi cha mẹ từ nhỏ, năm 19 tuổi xuất gia học đạo tại núi Côn Lôn (Ninh Hải). Năm sau, bái Vương Trùng Dương (tổ sư của Toàn Chân Đạo) làm thầy. Tên Xứ Cơ của ông là do Vương Trùng Dương đặt cho. Có lẽ ông là người nổi tiếng nhất trong Toàn Chân thất tử. Sau về núi Long Môn (phía đông nam của thị trấn Bảo Kê, tỉnh Thiểm Tây ngày nay) tu luyện 7 năm, rồi sáng lập ra một chi phái nhỏ gọi là "Long Môn phái". Năm Đại Định thứ 28 (tức năm 1188), vua Kim Thế Tông (Hoàn Nhan Ung) triệu vời ông đến Trung Đô (nay là Bắc Kinh), biệt đãi và trọng vọng.
Năm 1190, vua Kim Chương Tông e ngại Toàn Chân giáo làm mê hoặc dân chúng nên đã ra lệnh cấm. Khưu Xứ Cơ quay trở về Sơn Đông.

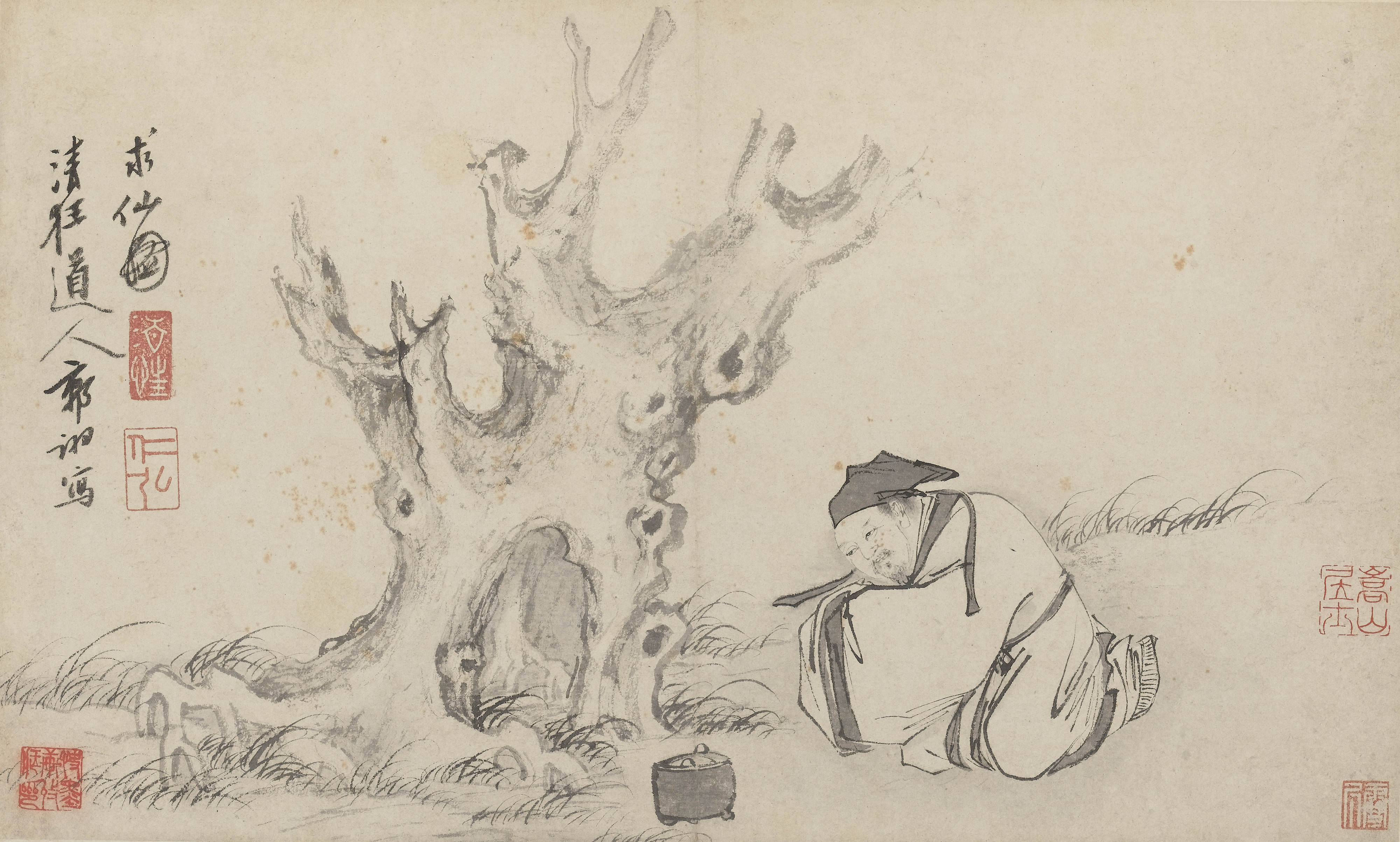
Tranh vẽ Khâu Xứ Cơ của họa sĩ Guo Xu, 1503

Năm 1219, Thành Cát Tư Hãn mời Trường Xuân tử đến gặp ông. Bức thư mời của Thành Cát Tư Hãn, tính theo lịch hiện nay thì viết ngày 15 tháng 5 năm 1219, hiện vẫn còn được lưu giữ và là một trong những di vật có giá trị lịch sử. Bức thư này cho thấy vị Khả Hãn Mông Cổ ghê gớm này lại là một môn đồ nhu mì của sự thông thái, cùng tính tình khiêm tốn và giản dị, gần như là rất nghiêm khắc trong sự tự rèn luyện, giác ngộ được nhiều triết lý về sự sống và quyền lực.
Sau chuyến đi Trường Xuân đã sống tại Bắc Kinh cho đến khi chết vào năm 1227. Ông bị bệnh mất, an táng ở Bạch Vân Quán (Bắc Kinh). Năm Chí Nguyên thứ 6 (1269),  Nguyên Thế Tổ truy tặng ông hiệu "Trường Xuân Diễn Đạo Chủ Giáo Chân Nhân" (長春演道主教真人). Năm Chí Đại thứ 2 (1309), Nguyên Vũ Tông phong cho ông danh hiệu "Trường Xuân Toàn Đức Thần Hoá Minh Ứng Chân Quân" (长春全德神化明应真君).

## Chuyến đi
Trường Xuân tuân theo lời thỉnh cầu này và rời Sơn Đông vào tháng 2 năm 1220 cùng 18 đệ tử để tới Bắc Kinh. Biết rằng Thành Cát Tư Hãn đã đi xa về phía tây trong các cuộc viễn chinh mới, nhà hiền triết này đã lưu lại tại đây trong mùa đông. Vào tháng 2 năm 1221 Trường Xuân lại lên đường, vượt qua miền đông Mông Cổ để đến doanh trại của người em Thành Cát Tư Hãn là Ujughen, gần hồ Bbr (hay Buyur), ở thượng lưu Kerulun-Amur. Từ đây ông đi về phía tây nam tới Kerulun, vượt qua khu vực Karakorum ở miền bắc khu vực trung tâm Mông Cổ, và sau đó vượt qua dãy núi Altay phần thuộc Trung Quốc ngày nay, có lẽ là gần khu vực Uliassutai. Sau khi đi ngang qua Altay ông đã đến Bishbalig, hay Ürümqi ngày nay (tiếng Duy Ngô Nhĩ: ئۈرۈمچى شەھرى, tiếng Trung: 乌鲁木齐, thủ phủ khu tự trị Tân Cương), và đi dọc theo sườn phía bắc của dãy núi Thiên Sơn tới hồ Sairam, Almalig (hay Kuija), và thung lũng giàu có Ili.
Sau đó đoàn của ông đến sông Chui (thuộc Kyrgyzstan ngày nay) và vượt qua sông này tới Talas (thị trấn nhỏ ở tây bắc Kyrgyzstan) và khu vực Tashkent, và sau đó vượt qua sông Jaxartes (tức sông Syr Darya) tới Samarkand, tại đây ông dừng lại vài tháng. Cuối cùng, qua cổng sắt Termit, vượt qua sông Oxus (sông Amu Darya), và theo đường tới Balkh (một thị trấn nhỏ thuộc Afghanistan ngày nay) và miền bắc Afghanistan, Trường Xuân đã đến được doanh trại của Thành Cát Tư Hãn ở gần dãy núi HinduKush. Nguyên Thái Tổ hỏi ông về phép tu luyện trường sinh bất tử, khen ông là thần tiên, phong là Đại Tông Sư, toàn quyền chưởng quản Đạo giáo trong thiên hạ, nhờ đó mà Toàn Chân Đạo trở nên cực thịnh.
Ngày 7 tháng 3 năm 1223, đoàn của ông quay trở lại phía đông. Hành trình trở về của ông chủ yếu là theo lộ trình cũ nhưng nhanh hơn, với một số sự lệch hướng, chẳng hạn đến thăm Kuku-khoto. Ông về tới Bắc Kinh vào cuối tháng 1 năm 1224. Từ các câu truyện kể về chuyến đi của ông (Trường Xuân Chân Nhân tây du ký, được học trò và bạn đồng hành của ông là Lý Chí Thường viết, chính vì điều này mà tác giả của Tây du ký đôi khi được coi là Trường Xuân, nhưng điều này là không chính xác. Tây du ký do Ngô Thừa Ân viết. Sự nhầm lẫn như vậy là do tên gọi tương tự nhau của hai tác phẩm này) người ta có thể thấy một số hình ảnh đẹp và đầy sức sống nhất được tạo ra bởi thiên nhiên và con người giữa Vạn lý trường thành và Kabul, giữa biển Aral và Hoàng Hải. Đáng chú ý là các phác thảo về người Mông Cổ và người dân ở Samarkand cũng như các vùng phụ cận; bản miêu tả sự màu mỡ, phì nhiêu và các sản phẩm của khu vực này, cũng như của khu vực thung lũng Ili, tại hay gần Almalig-Kulja; và sự miêu tả các dãy núi lớn, đỉnh núi và hẻm núi, chẳng hạn dãy núi Altay, Thiên Sơn, đỉnh Bogdo-ola (?), và cổng sắt Termit. Ngoài ra, ở đây cũng thấy có các chi tiết đáng chú ý về vùng đất dường như là thuộc thượng nguồn sông Enisei.
Theo lệnh của Thành Cát Tư Hãn một số đất đai thuộc hoàng gia trước đó đã được chuyển giao cho ông để xây dựng nơi tu hành cho Đạo giáo. Ông chủ trương tam giáo bình đẳng, tác phẩm có: Nhiếp Sinh Tiêu Tức Luận, Đại Đan Trực Chỉ, Bàn Khê Tập, Huyền Phong Khánh Hội Lục, Minh Đạo Tập.

## Tiểu thuyết hóa

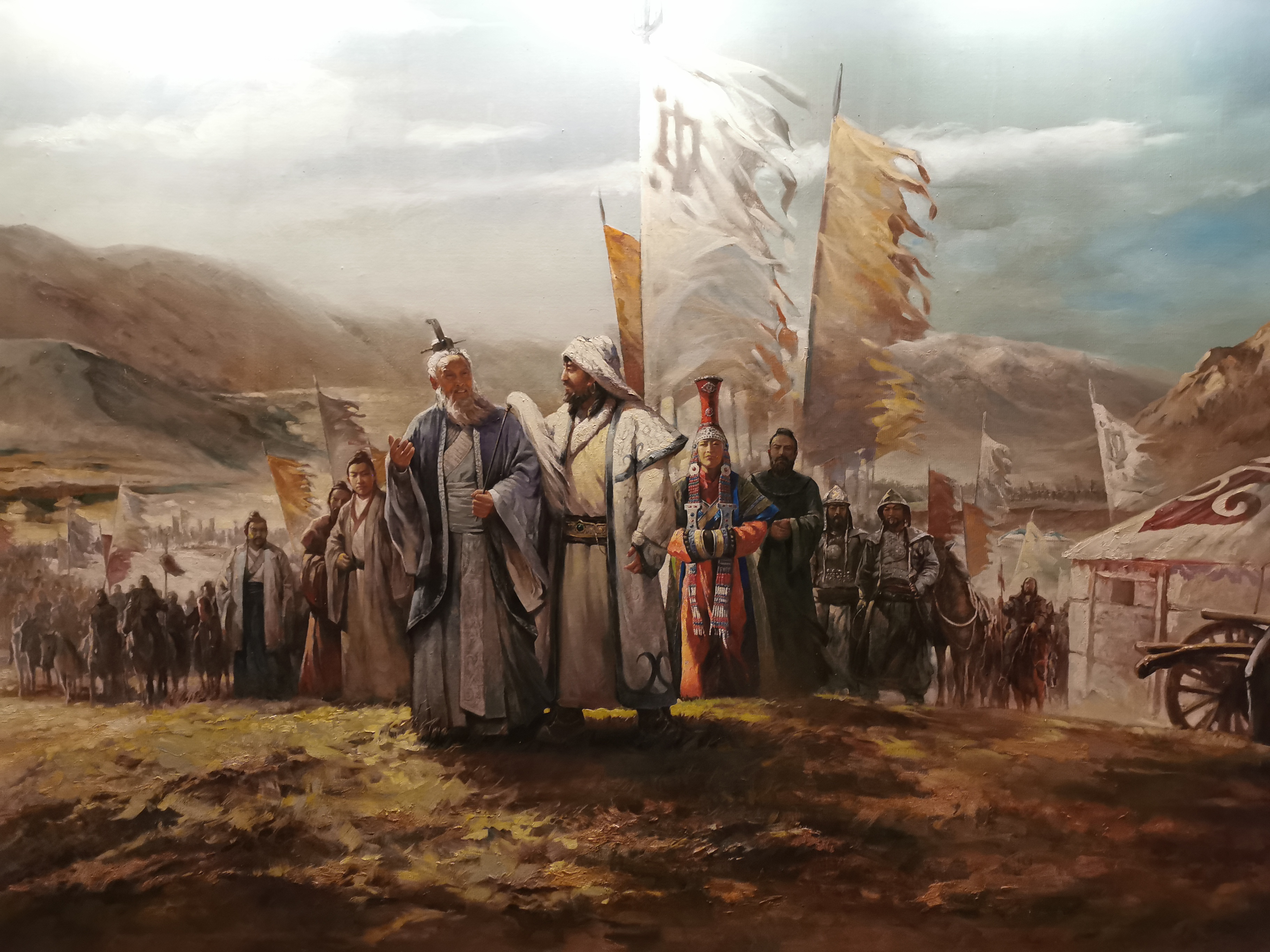
Khưu Xứ Cơ gặp Thành Cát Tư Hãn

Ông được nhà văn Kim Dung xây dựng thành nhân vật Khâu Xứ Cơ trong một cuốn tiểu thuyết của mình là Xạ điêu anh hùng truyện. Trong truyện mô tả ông là người có võ công cao cường hay hành hiệp trượng nghĩa nhưng lại hay tranh cường háo thắng, ông giết nhiều đám cẩu quan vô lại, bán nước hại dân nên mọi người gọi ông là Trường Xuân chân nhân. Một lần trên đường đi hành tẩu giang hồ ông vô tình quen và kết giao với hai huynh đệ Dương Quách tại thôn Ngưu Gia. Số phận run rủi khi 2 nhà họ bị hại ông đã đến chùa Pháp Hoa đòi người, tại đây ông đã tỉ thí với Giang Nam thất quái và hẹn ước 18 năm sau tại lầu Yên Vũ sẽ cho Quách Tĩnh và Dương Khang tỉ thí để xem ai giỏi hơn ai. Trong phần này ông trở thành sư phụ đầu tiên dạy võ cho Dương Khang. Ngoài ra ông còn xuất hiện trong phần Thần điêu hiệp lữ với vai trò chưởng môn đời thứ 3 của Toàn Chân giáo, ông còn một đệ tử nữa là Triệu Chí Kính một kẻ vô lại, lừa thầy phản bạn. Khâu Xứ Cơ cũng được nói đến trong một phim truyền hình Trung Quốc mà nội dung không liên quan đến Anh hùng xạ điêu, là phim Võ Đang (2003). Trong phim này ông là thầy của Trương Tam Phong, tổ sư phái Võ Đang sau này.

## Phim ảnh
- Anh hùng xạ điêu

Mạch Thiên Ân (1976),
Hạ Vũ (1983),
Dương Nguyên Chương (1988),
Lâm Thượng Vũ (1994),
Chu Hạo Đông (2003),
Nguy Tử (2008),
Thiệu Phong (2017),
- Thần điêu hiệp lữ

Mạch Thiên Ân (1976),
Hạ Vũ (1983),
Mao Tĩnh Thuận (1984),
Quách Đức Tín (1995),
Lý Hải Kiệt (1998),
Phan Hồng (1998),
Trần Kế Minh (2006),
Thẩm Bảo Bình (2014),
Lưu Hiểu Hổ (2021),